# Patente

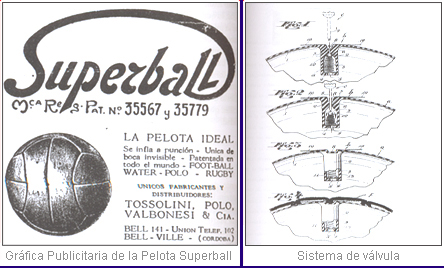
Patente Da Bola do Superball

Patente é uma concessão pública, conferida pelo estado, que garante ao seu titular a exclusividade ao explorar comercialmente a sua criação. A patente insere-se nos denominados direitos de Propriedade Industrial cujos normativos legais são em Portugal o Código da Propriedade Industrial e no Brasil a Lei da Propriedade Industrial. Outra modalidade de patente é o Modelo de utilidade.
O direito de exclusividade garantido pela patente refere-se ao direito de prevenção de que outros fabriquem, usem, vendam, ofereçam ou importem a dita invenção. Em contrapartida, é disponibilizado acesso ao público sobre o conhecimento dos pontos essenciais e as reivindicações que caracterizam a novidade no invento. Os registros de patentes, por estarem disponíveis em bancos de dados de livre acesso, constituem grandes bases de conhecimento tecnológico, que podem ser usadas em pesquisas de diversas áreas.
Diz-se também patente (mas, no Brasil, com maior precisão, carta-patente) o documento legal que representa o conjunto de direitos exclusivos concedidos pelo Estado a um inventor.

## História das patentes
As primeiras patentes de que se tem notícia datam de 1421 em Florença, na Itália, com Felippo Brunelleschi e seu dispositivo para transportar mármore, e em 1449 na Inglaterra com John de Utynam ganhando o monopólio de 20 anos sobre um processo de produção de vitrais. A primeira lei de patentes do mundo é então promulgada em 1474 em Veneza, já com a visão de proteger com exclusividade o invento e o inventor, concedendo licença para a exploração, reconhecendo os direitos autorais e sugerindo regras para a aplicação no âmbito industrial.

## A política pública relativa à patente

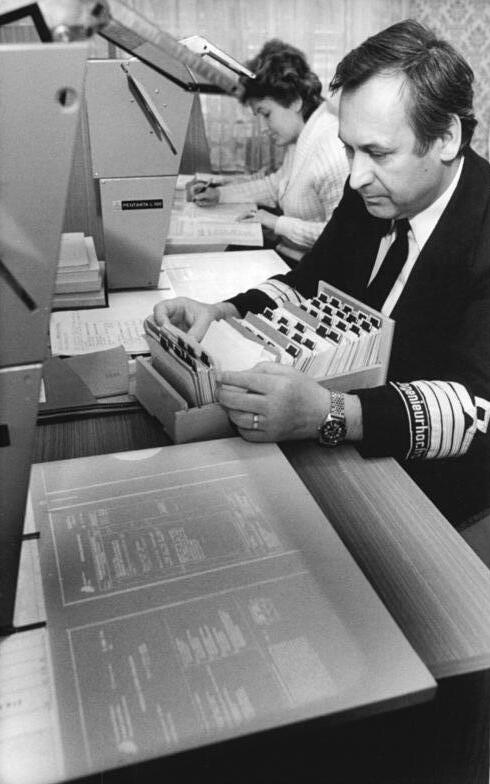
Banco de patentes alemão em 1986. Atualmente a maior parte dos bancos de dados dessa natureza são eletrônicos

Segundo os estudos clássicos sobre o sistema de patentes, foram quatro as teses que justificaram a criação do privilégio, sendo a mais antiga a do direito natural; mas a concepção dominante sempre foi a de que monopólio legal, com a obrigação de publicar o objeto protegido, induz simultaneamente ao investimento criativo e à divulgação do conhecimento. Vide Fritz Machlup, An Economic Review of the Patent System, Government Printing Office, 1958.
- a ideia de que "se fui eu a inventar, aquilo é meu";
- não existindo uma proteção legal, os inventores tenderão a manter a invenção secreta;
- ao divulgar a patente, haverá a partilha do conhecimento usado na criação da patente. ou seja "já sabemos como é que ele fez aquilo";
- muitas patentes surgem na base de outras patentes; "usei o conhecimento daquela patente e melhorei-a";
- quando acabar o termo do contrato, qualquer pessoa pode usar aquele conhecimento;
- as patentes incentivam a busca pelo conhecimento, a eficiência econômica e a Investigação e Desenvolvimento (I&D).

Mas isto tem também um outro lado:
- há quem ache que dar este incentivo não seria necessário, pois acham que os incentivos de mercado são mais que suficientes;
- Ganzert, Selan e Terra[2] também identificaram por meio de uma análise em painel que o desenvolvimento humano precede a proteção de patentes, o que coloca em cheque as abordagens que afirmam que a proteção da propriedade intelectual por meio de patentes, leva ao desenvolvimento;
- há também os elevados custos de transação da negociação com patentes anteriores. Uma vez que grande parte das patentes são geradas via outras patentes, uma patente que é baseada numa outra terá de pagar pelos direitos de propriedade;
- a exploração comercial exacerbada, por parte de detentores de direitos, cria entraves ao livre fluxo de tecnologias e conhecimentos, colocando interesses comerciais acima dos interesses sociais e públicos;
- a natureza da criatividade utiliza o legado ancestral da ciência e da cultura, além da interação colaborativa em grupos criativos, conduzindo à necessidade de modelos de registros mais abertos, coletivos e cooperados;
- alguns contratos impostos são abusivos aos inventores, favorecendo grandes corporações de pesquisa, desenvolvimento e produção;
- No Brasil, as taxas para pedido de concessão e de manutenção burocrática anual são caras, impedindo o inventor independente de usufruir do registro.

Existem também outros tipos de patentes, nos quais não são necessários para ter um bom aproveitamento deste.

## Requisitos de obtenção/patenteabilidade/concessão
Para se obter uma patente, tem-se que demonstrar perante o Estado (no Brasil e em Portugal, a um Instituto Nacional da Propriedade Industrial — INPI) que a tecnologia para a qual se pretende a exclusividade é uma solução técnica para um problema técnico determinado, ou seja, é um invento ou invenção.
A definição de invento ou invenção é vaga justamente para poder abarcar uma variedade de objetos. Uma invenção, para ser patenteada, tem que apresentar, obrigatoriamente, os três requisitos de patenteabilidade: novidade, atividade inventiva e aplicação industrial.

### Novidade
Isto é, tem de ser substancialmente diferente de qualquer coisa que já esteja patenteada, que já esteja no mercado, ou que já tenha sido escrito numa publicação, ou qualquer apresentação oral ou escrita. Há uma exceção para a publicação que for originada do próprio inventor ou de terceiros que tenham adquirido a informação a partir do próprio inventor antes do depósito do pedido de patente. Este período é chamado de "período de graça" e evita que o inventor perca o direito de patentear por ter publicado um artigo científico ou apresentado o seu trabalho em uma feira ou congresso.

### Atividade inventiva
Tem de ser não óbvio, o que quer dizer que uma pessoa com capacidade "normal" naquele assunto não teria a mesma ideia após examinar as invenções já existentes. Por exemplo: uma pessoa não pode patentear um rebuçado de limão em que se mistura polpa de limão com açúcar se já existe publicado a rebuçado de laranja em que se mistura a polpa da laranja com açúcar e a polpa do limão, pois o "técnico no assunto" juntaria facilmente a polpa de limão na receita de rebuçado de laranja para fazer um rebuçado de limão e então a invenção "rebuçado de limão" é considerada óbvia.

### Aplicabilidade/aplicação industrialou utilidade
Significa que a invenção terá de servir em algum ramo industrial, como a agricultura, a farmacêutica, a mecânica, a engenharia genética, a química, etc.

Documento da Secretaria dos Negócios da Agricultura, Comércio e Obras Públicas do Brasil sobre invenção para aperfeiçoar o preparo de cloro (1892)

Cada país, na forma do Acordo TRIPs, pode determinar um conjunto de inventos que não sejam objeto de patentes, mesmo satisfazendo os requisitos indicados.
Por exemplo, em alguns países, uma planta recém-descoberta ou um animal não poderá ser patenteada. Mas poderá o ser se a planta for produzida por engenharia genética, o que seria então semelhante a patentear um processo, ou um programa de computador. O engenheiro genético não criou nenhuma das partes, mas é a combinação das partes que fazem o critério de novidade e não óbvio, e, portanto, patenteável.
Para avaliar todos esses requisitos, existe a figura do examinador de patentes que possui formação no assunto da invenção. Geralmente, os escritórios de patente possuem engenheiros mecânicos, eletricistas, civis, agrônomos, químicos, biólogos, biomédicos, farmacêuticos a fim de cobrir todas as áreas do conhecimento. No momento do exame, o examinador busca nos bancos de dados por documentos que contenham invenções daquela área do conhecimento.  Esses documentos constituem o "estado da técnica" (também chamado de "estado da arte"), que é tudo aquilo que já é conhecido até a data do depósito da patente. Assim, o examinador pode comparar a invenção que ele está analisando com os documentos já existentes e avaliar se ela é nova e não óbvia.

## Processos de obtenção

Patentes concedidas pelo escritório de Patentes dos estados Unidos, 1790–

O processo de obtenção de uma patente, ainda que sofra modificações dependendo do país em que é feito, é geralmente constituído das seguintes etapas:
1. Busca prévia: constitui basicamente a busca nos arquivos de patentes existentes (nacional ou internacional dependendo da abrangência de sua patente), de uma inovação que seja similar a patente em questão. Ainda que não seja obrigatório, pode poupar custos e tempo;
2. Depósito do pedido de patente: para depositar deve-se ter  o conhecimento dos formulários exigidos, que variam entre os diversos escritórios de patentes;
3. Publicação: desde que o pedido tenha atendido as especificações do sistema de patentes, o relatório da inovação será publicado.  Isso é feito para que possíveis interessados (alguém que julgue injusto o pedido de patente) se manifestem. No Brasil, a publicação ocorre um ano e meio após o pedido de patente, podendo ser adiantada;
4. Solicitação do exame do pedido: nesse exame, será analisada se a inovação possui os requisitos para ser patenteada (inclusive se é uma inovação), nesse momento serão analisados também os motivos que terceiros apresentem para que a patente em questão não seja concedida. No Brasil, o exame ocorre no mínimo sessenta dias depois da publicação;
5. Expedição da Carta-Patente: caso o pedido passe pelo exame, será solicitada a Carta-Patente que corresponde ao documento propriamente dito.
6. Manutenção: Através do pagamento das anuidades da patente durante o tempo em que estiver em vigor.

Todas essas etapas possuem taxas a serem pagas. Essas variam dependendo do escritório onde a patente é pedida. Para uma patente requerida no INPI (Instituto Nacional da Propriedade Industrial - Brasil e Portugal) os preços são:
Brasil
- Busca prévia: R$ 55,00 a R$ 140,00.
- Solicitação de exame: R$ 110,20 a R$ 400,00.
- Expedição da carta patente: R$ 40,00 a R$ 95,00.
- Anuidades: Aumenta com o passar dos anos (R$ 80,00 a R$ 1 950,00).

Portugal
Pedido de patente: 100€
Pedido Provisório de Patente (PPP):
- Pedido: 10€
- Pesquisa: 20€
- Conversão em pedido definitivo: 70€

Anuidades: Aumenta com o passar dos anos. Gratuita nos 4 primeiros anos. No 5º ano é 50€, no 20º é 600€.
É necessário conhecer a necessidade de proteção que a inovação em questão precisa. Existem escritórios de patentes regionais, nacionais e internacionais que asseguraram diferentes graus de proteção. Após determinar o sistema de patentes a ser utilizado deve-se ter a informação de toda documentação necessária é claro, de todas as taxas que a serem pagas. Os principais sistemas de patentes são:
- Instituto Nacional da Propriedade Industrial – INPI (no Brasil): autarquia federal responsável por registro de marcas e patentes, segundo a lei de propriedade industrial em vigor. A diretoria de patentes é o setor responsável pelas patentes no INPI, desde a análise até a concessão da patente;
- Instituto Nacional da Propriedade Industrial – INPI (em Portugal): instituto público em Portugal que lida com os trâmites relacionados com a propriedade industrial. No INPI devem-se fazer o registo de marcas, Desenhos ou Modelos, e fazerem-se os pedidos de patente;
- Convenção sobre a Patente Europeia – EPC: Criada com o objetivo de trazer um sistema de patentes unificado para a Europa, a EPC é uma parceria entre o Instituto Europeu de Patentes e os escritórios das nações participantes da União Europeia. A patente estaria assegurada em toda a Europa por esse escritório;
- Tratado de Cooperação de Patentes – PCT: É o que mais se aproxima de um sistema de patentes internacional, ainda que seja composto por volta de 137 países. O pedido de patentes pode ser dividido em duas fases: a internacional e nacional. A internacional é composta por um depósito internacional, uma busca obrigatória e um exame preliminar (esse último opcional), daí serão emitidos os resultados da pesquisa e uma opinião que servirão de referência tanto da viabilidade da patente para quem deposita, quanto para os escritórios nacionais na segunda fase. É importante observar que ainda que o sistema facilite o pedido de patente em cada nação membro ele não elimina a necessidade de formular o pedido em cada um desses escritórios.

## Patente e monopólio
Sendo um direito de exclusividade no exercício de uma certa atividade econômica, a patente tem aspectos que a assimilam ao monopólio. No entanto, muitas vezes existem diversas tecnologias alternativas para solucionar o mesmo problema técnico, o que pode moderar ou retirar da patente, em cada caso, o aspecto de monopólio. Com mais precisão, dir-se-ia da patente ser um monopólio instrumental, eis que a exclusividade recai sobre um instrumento específico de acesso ao mercado, e não sobre o mercado em questão.
Note-se que a exclusividade recai sobre a solução técnica descrita e reivindicada no pedido de patente, ou seja, há proteção de substância, e não só da forma do pedido. O Direito autoral, no entanto, concede essencialmente uma proteção de forma.
Uma forma bastante interessante que está a ocorrer nos tempos mais modernos é o licenciamento das patentes que permite ao pequeno inventor negociar os direitos a fim de acumular capital rapidamente apenas abrindo concessões a terceiros, o que pode provocar uma tradução da ideia à concretização de uma forma muito mais rápida, porque o inventor escolhe não gerir, fabricar distribuir a sua invenção, e dedicar-se ao ato puro de inventar coisas, deixando outros se concentrarem na tecnologia de fabricação que em muitos casos pode também ser resolvida pelo inventor, nesse contexto o inventor deve descobrir onde reside a ideia inventiva que é a chave de toda uma sequência de oportunidades a ser explorada por ele. Isto é o princípio da especialização. Sob esse aspecto o inventor por ser parte integrante da patente não deve ser visto como um monopólio, mas sim a garantia de direito dele inventor que negociará a terceirização de seu invento com as indústrias interessadas.

## Temporariedade das patentes
A concessão se dá por um tempo limitado (a partir da vigência do Acordo TRIPs, normalmente 20 anos a contar da data de depósito). Ao fim desse período o objeto do direito de exclusividade (ou seja, a tecnologia descrita e reivindicada na patente) cai em domínio público e pode ser usada por todos sem quaisquer restrições.

## O invento cai em conhecimento público
O termo "patente" reflete um dos aspectos fundamentais da política pública relativa a esse direito. Patente significa, em português como em muitas outras línguas ocidentais, aquilo que é de conhecimento público, e não oculto ou secreto. Isso porque é elemento essencial do procedimento de concessão de patentes a publicação do relatório descritivo que enuncia o problema técnico que se visa resolver, e a solução técnica proposta. Em muitas leis nacionais, essa descrição deve ser de tal forma que um técnico conhecedor do campo da tecnologia em questão possa, com base no documento publicado, reproduzir o invento.
Assim, qualquer pessoa, mesmo sem poder usar do invento enquanto a patente não cair em domínio público, terá o conhecimento da solução técnica, podendo inclusive aperfeiçoá-la ou inventar outra solução, com base nas informações obtidas.
Há certas tecnologias (como certas invenções de produto, relativas à biotecnologia molecular) em que a descrição escrita não dá o efeito de conhecimento. Neste caso é preciso o depósito do próprio elemento patenteado em instituição que garanta seu acesso ao público. Assim se faz, pois o requisito de acesso à informação é elemento essencial do equilíbrio de interesses jurídicos relativos à patente.

## Proteção Legal
É de responsabilidade dos detentores da patente fazer prevalecer a patente. O Estado não vai atrás de infringimentos. Para parar com infringimentos, o detentor deve avisar ao prevaricador que este último está violando seus direitos de propriedade industrial, e caso o ato perdure, o detentor deverá levar o caso ao Tribunal. Em Portugal o titular do direito, em caso de infração, poderá fazer uma queixa na GNR, na PSP ou na ASAE.
No Brasil, a proteção da Propriedade Industrial, inclusive as Patentes, é objeto da Lei da Propriedade Industrial. Em Portugal a lei que rege os trâmites relacionados com a proteção de patentes e os requisitos de patenteabilidade, é o Código da Propriedade Industrial
Segundo o art. 10 da lei brasileira, não se considera invenção nem modelo de utilidade:
I - Descobertas, teorias científicas e métodos matemáticos;
II - Concepções puramente abstratas;
III - Esquemas, planos, princípios ou métodos comerciais, contábeis, financeiros, educativos, publicitários, de sorteio e de fiscalização;
IV - As obras literárias, arquitetônicas, artísticas e científicas ou qualquer criação estética;
V - Programas de computador em si;
VI - Apresentação de informações;
VII - Regras de jogo;
VIII - Técnicas e métodos operatórios, bem como métodos terapêuticos ou de diagnóstico, para aplicação no corpo humano ou animal;
IX - O todo ou parte de seres vivos naturais e materiais biológicos encontrados na natureza, ou ainda que dela isolados, inclusive o genoma ou germoplasma de qualquer ser vivo natural e os processos biológicos naturais.
Em Portugal, o n.º 1 do art.º 52.º do Código da Propriedade Industrial refere que estão excluídos de patenteabilidade:
a) As descobertas, assim como as teorias científicas e os métodos matemáticos;
b) Os materiais ou as substâncias já existentes na natureza e as matérias nucleares;
c) As criações estéticas;
d) Os projetos, os princípios e os métodos do exercício de atividades intelectuais em matéria de jogo ou no domínio das atividades económicas, assim como os programas de computadores, como tais, sem qualquer contributo;
e) As apresentações de informação.
Assim sendo um "Método Rápido de Divisão", um "Novo Método para ensinar Idiomas", "Um novo método de tratar pacientes com câncer", etc., não são patenteáveis. Um programa de computador em si mesmo (tal como um algoritmo) e os métodos de negócio também não são patenteáveis. No entanto, é possível o patenteamento de software em condições similares às que se obtém proteção no sistema europeu.

## Patentes de software na Europa / Invenções Implementadas por Computador (IIC)
Na Europa as patentes são regidas pela Convenção sobre a Patente Europeia (CPE) de 1972. A legislação nacional dos países signatários da CPE (atualmente 36) deriva desta convenção. O Artigo 52 da CPE define as Invenções patenteáveis e exclui claramente "programas para computadores".
Tradução livre do artigo 52:
(1) Patentes europeias serão concedidas a todos os inventos que sejam susceptíveis de aplicação industrial, que sejam novos e que envolvam um passo inventivo.
(2) Os seguintes pedidos em particular não serão considerados inventos dentro do significado do parágrafo 1:
(a)descobertas, teorias cientificas e métodos matemáticos;
(b)criações estéticas;
(c)esquemas, regras e métodos para desempenhar atos mentais, jogar jogos ou fazer negócios, e programas para computadores;
(d)apresentações de informação.
(3) O disposto no parágrafo 2 só exclui a patenteabilidade de pedidos de patente Europeus quando o objeto para que é solicitada a patente se limite aos elementos nele mencionados, ou quando se entenda a invenção no âmbito do parágrafo 2 enquanto tal. (comparar com o Art. 52 CPI)
O parágrafo 3 tem causado confusão, mas significa que não se pode patentear "programas para computador enquanto tais" (como diz a legislação portuguesa, alínea d) do n.º 1 do art.º 52.º do CPI), quando na realidade deveria constar, que não se pode conceder patentes aos produtos que não contenham características técnicas, como por exemplo os algoritmos computacionais, o código-fonte do software (protegido apenas por direitos de autor) ou os métodos e as abstrações intelectuais. Todavia um invento (uma máquina ou processo de fabrico por exemplo) que use software, esse sim pode ser patenteado. O problema é que esta barreira, não é fácil de estabelecer e ainda deixa muito à interpretação do Gabinete de Patentes Europeu (GPE). O Concelho de Apelos/Câmaras de Recurso do GPE determinou nos últimos anos que estas exclusões do Artigo 52 se referem a coisas não "técnicas", mas um programa que resolva um problema técnico tem caráter técnico e pode ser patenteado. Estima-se que o GPE tenha concedido até hoje 30 mil patentes de software.
As patentes concedidas pelo GPE são validadas posteriormente em cada país. Não existe posteriormente exame em cada país havendo apenas uma validação da patente, em que essa validação consiste apenas na entrega da tradução da patente para a língua de cada país. Assim, se certa patente concedida pelo GPE quiser ser válida em Portugal, terá de se entregar ao INPI Portugal uma tradução da patente concedida. Não há quaisquer exames feitos por parte do INPI Portugal neste caso, limitando-se a ser uma validação do pedido.
Em relação às patentes de software, mais conhecidas por Invenções Implementadas por Computador (IIC), o que importa referir é que sempre que a invenção tiver caráter técnico, como por exemplo para a deteção da íris, o pedido tem condições para ser patenteado e eventualmente concedido, se cumprir os requisitos de patenteabilidade (novidade, atividade inventiva, aplicação industrial)

## Trâmites processuais em Portugal

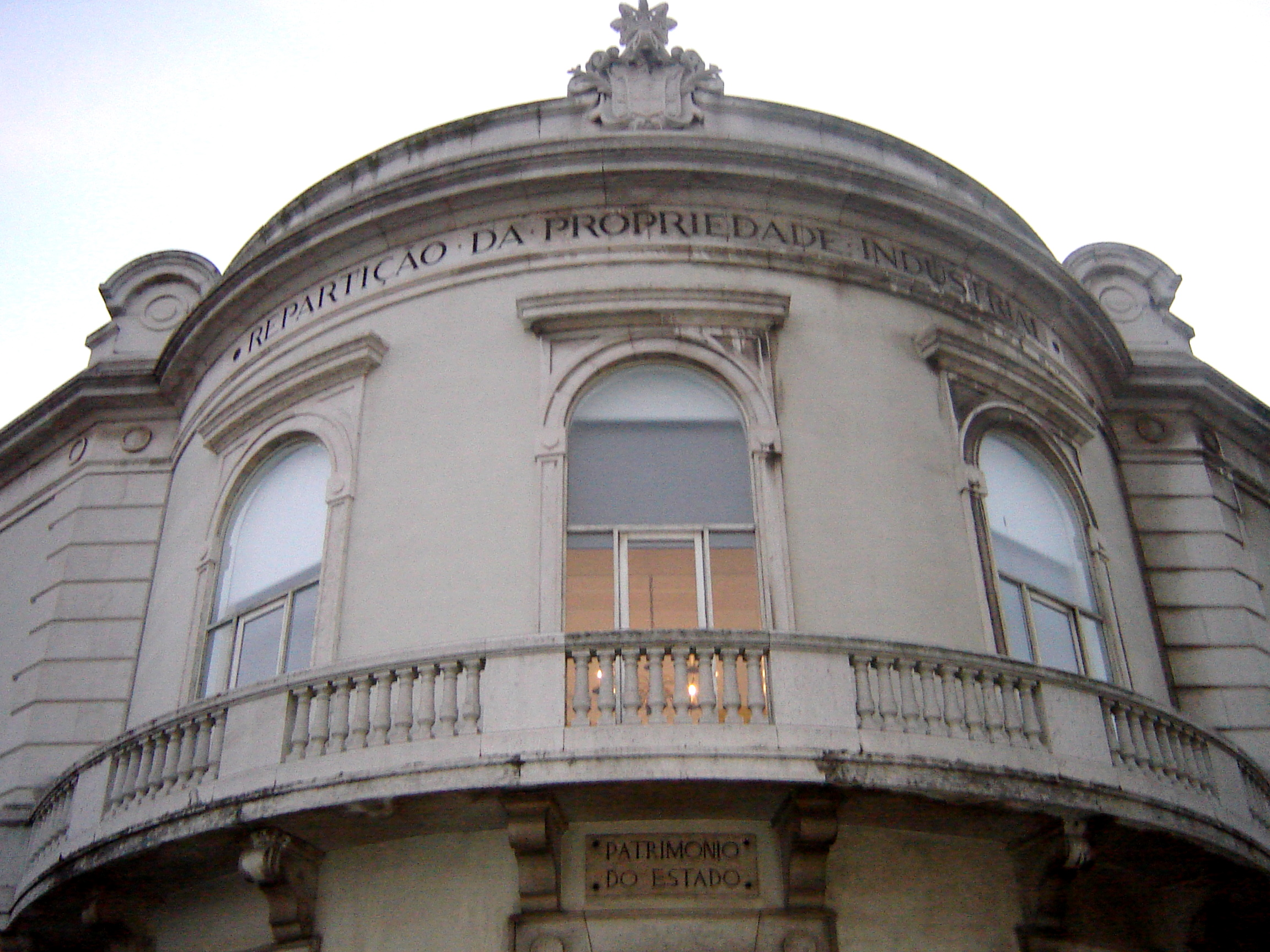
Edifício do INPI em Lisboa, Portugal

A autoridade que concede e lida com os direitos de patente em Portugal é o Instituto Nacional da Propriedade Industrial. O fundamento jurídico onde assentam os direitos de patente está consagrado no Código da Propriedade Industrial aprovado pelo Decreto-Lei n.º 36/2003, de 5 de março e alterado várias vezes. Sempre que um inventor das mais diversas áreas queiram proteger a sua invenção no território Português deve recorrer ao INPI. Existe a possibilidade de fazer o pedido de patente através da Internet, pois este Instituto já permite o recurso ao pedido de patente através dos serviços online.
O pedido de patente deverá obedecer a vários requisitos formais. Por exemplo:
- Resumo - O resumo, a publicar no Boletim da Propriedade Industrial, consiste numa síntese concisa do que é exposto no pedido de patente, e deve indicar o domínio técnico ao qual pertence a invenção a sua utilização principal;
- Desenhos - Devem ser as figuras ou desenhos necessários à perfeita compreensão da invenção, não podendo ser fotocópias ou fotografias;
- Figura para publicação - A figura para publicação no Boletim da Propriedade Industrial, caso exista, deve ser a figura mais representativa da invenção;
- Descrição - É na descrição que se faz uma exposição mais alargada sobre a invenção. A descrição deve conter o domínio técnico de invenção, a indicação do estado da técnica, uma exposição detalhada da invenção, uma explicação detalhada dos desenhos se existirem, uma exposição detalhada de pelo menos um modo de realização do invento de forma a que um perito na especialidade possa elaborar a invenção;
- Reivindicações - É neste caderno que se encontra a devida protecção sobre o invento que se está a proteger. É neste caderno que se reivindicam as características técnicas da invenção que tem de ser obrigatoriamente nova e inventiva.

Todos os pedidos apresentados no INPI são examinados formalmente. O exame formal é realizado por um examinador de patentes, o qual analisa de forma detalhada se o pedido obedece aos critérios formais de um pedido de patente. A regulamentação sobre os requisitos formais dos pedidos é publicada no Diário da República e referenciada na página online do INPI. Um pedido de patente custa aproximadamente 100€ através dos serviços em-linha do INPI e o dobro através do formato papel.

### Pedido Provisório de Patente (PPP)
Uma opção para fazer um pedido de patente em Portugal e que tem tido algum sucesso é o Pedido Provisório de Patente (PPP) (ver Art. 62-A CPI) pois este não obedece a critérios formais. Se a matéria que for revelada no PPP for pesquisável, o examinador do INPI fará uma pesquisa a um grande número de bases de dados do mundo, e elabora um relatório de pesquisa onde aborda se os requisitos de patenteabilidade estão cumpridos. O PPP pode ser convertido em pedido de patente definitivo no prazo de um ano (ver 62-B CPI) e serve para marcar uma data de prioridade no invento que se está proteger, que é a data do PPP.
Segundo a alínea e) do número 2 do artigo 62.º-A do CPI, o documento tem que descrever o objecto do pedido de maneira a permitir a execução da invenção por qualquer pessoa competente na matéria. A título exemplificativo um PPP pode ser uma tese de mestrado onde se revela um processo ou produto, um documento onde o inventor descreve o produto, uma apresentação se não estiver no domínio público e revelar características técnicas ou um manual do produto nas mesmas condições da anterior.

### Países com mais depósitos de Patentes no Mundo (2011)
| Posição | País           | Total de Patentes |
| ------- | -------------- | ----------------- |
| 1º      | Estados Unidos | 247 750           |
| 2º      | Japão          | 85 184            |
| 3º      | Alemanha       | 27 935            |
| 4º      | Coreia do Sul  | 27 289            |
| 5º      | Taiwan         | 19 633            |
| 6º      | Canadá         | 11 975            |
| 7º      | Reino Unido    | 11 279            |
| 8º      | França         | 10 563            |
| 9º      | China          | 10 545            |
| 10º     | Israel         | 5 436             |
| 11º     | Índia          | 4 548             |
| 12º     | Holanda        | 4 418             |
| 13º     | Itália         | 4 282             |
| 14º     | Suécia         | 4 140             |
| 15º     | Suíça          | 4 086             |
| 16º     | Austrália      | 3 767             |
| 17º     | Finlândia      | 2 551             |
| 18º     | Bélgica        | 2 115             |
| 19º     | Dinamarca      | 1 974             |
| 20º     | Áustria        | 1 849             |
| 27º     | Brasil         | 586               |

Fonte: Escritório Norte-Americano de Patentes (USPTO).

## Críticas
Acadêmicos jurídicos, economistas, ativistas, formuladores de políticas, indústrias e organizações comerciais têm visões diferentes sobre patentes e se envolvem em debates turbulentos sobre o assunto. Perspectivas críticas surgiram no século XIX, especialmente baseadas nos princípios do livre comércio. As críticas contemporâneas ecoaram esses argumentos, alegando que as patentes bloqueiam a inovação e desperdiçam recursos (por exemplo, com despesas gerais relacionadas a patentes) que poderiam ser usados produtivamente para melhorar a tecnologia. Essas e as seguintes descobertas de pesquisas mostram que as patentes diminuíram a inovação devido aos seguintes mecanismos:
- Patentes de baixa qualidade, já conhecidas ou óbvias dificultam a inovação e a comercialização.[8][9][10]
- Bloquear o uso de conhecimentos fundamentais com patentes cria uma "tragédia dos anticomuns, onde inovações futuras não podem ocorrer fora de uma única empresa".[11]
- As patentes enfraquecem o domínio público e a inovação que dela advém.[12]
- Emaranhado de patentes, ou "um conjunto sobreposto de direitos de patente", desacelera a inovação.[13][14]
- Patentes amplas impedem as empresas de comercializar produtos e prejudicam a inovação.[15] Na pior das hipóteses, tais patentes amplas são detidas por entidades não praticantes (trolls de patentes), que não contribuem para a inovação.[16][17] A aplicação de patentes de baixa qualidade realizada por trolls de patentes[18] leva críticas aos escritórios de patentes, bem como ao próprio sistema.[19] Por exemplo, em 2011, as entidades empresariais dos Estados Unidos incorreram em US$ 29 bilhões em custos diretos por causa de trolls de patentes.[20] Ações judiciais movidas por "empresas de declaração de patentes" representaram 61% de todos os casos de patentes em 2012 nos Estados Unidos, de acordo com a Faculdade de Direito da Universidade de Santa Clara.[21]
- As patentes aplicam um modelo de "tamanho único" para indústrias com necessidades diferentes,[22] que é especialmente improdutivo para a indústria de software.[23]
- O Rent-seeking de renda por proprietários de patentes farmacêuticas também tem sido um foco particular de críticas, já que os altos preços colocam medicamentos que salvam vidas fora do alcance de muitas pessoas.[24]

### Iniciativas anti-patente
- Patentes de medicamentos caros são frequentemente usadas como exemplos que podem destacar a inadequação dos mecanismos baseados em patentes. Uma solução alternativa que foi aplicada pela África do Sul no passado é aprovar uma lei doméstica explicada que dá ao estado o direito de importar versões genéricas baratas sem permissão e esperar que as regulamentações internacionais e os sistemas de incentivo sejam atualizados posteriormente.[25][26][27]
- Em 2020, várias iniciativas, inclusive da Índia e da África do Sul, exigiram a renúncia doAcordo TRIPS relativo a patentes de vacinas afim da implantação acelerada das vacinas de COVID-19 em todo o mundo.[28]
- O Economista, analista de políticas públicas, crítico de patentes e ganhador do Nobel de Economia Joseph Stiglitz,[29] propôs Prêmios como uma alternativa às patentes para avançar ainda mais nas soluções para problemas globais como a AIDS.[30][31]
- O Google e outras empresas de tecnologia fundaram a LOT Network em 2014 para combater entidades trolls de declaração de patentes por meio de licenciamento cruzado de patentes, impedindo assim ações legais por parte dessas entidades.[32]